# ベルナール・ド・セプティマニー
ベルナール・ド・セプティマニー（Bernard de Septimanie, 795年 - 844年）は、ギヨーム・ド・ジェローヌの子で、セプティマニア公、バルセロナ伯（在位：826年 - 832年、835年 - 844年）、トゥールーズ伯（在位：835年 - 844年）、カルカソンヌ伯（在位：837年 - 844年）。皇帝ルートヴィヒ1世の側近で、レコンキスタの推進者であり、在地西ゴート貴族と対立した。

## 称号
ベルナールはバルセロナ伯（羅:comes）であったことは確実であったが、他にいくつかの伯領も支配していた。また、年代記には「公（羅:dux）」とも書かれているが、それがどこまで軍事的な意味を持っていたかははっきりしない。さらに、後代の史家によって「辺境伯」（羅:marchio）とされていることもある。以下は、一次史料で確認できるベルナールの称号である。
- Bernhardus comes Barcinonensis[2]（ベルナール、バルセロナ伯）
- duce Bernhardo[3]（ベルナール公）
- præfatus Bernardus[4]（ベルナール長官）
- Bernhardum Barcenonensium ducem[5]（ベルナール、バルセロナ公）
- Bernardus comes marcæ Hispanicæ[4]（ベルナール、スペイン辺境伯）
- Bernardo comiti Tolosano[6]（ベルナール、トゥールーズ伯）

## 生涯

### バルセロナ伯

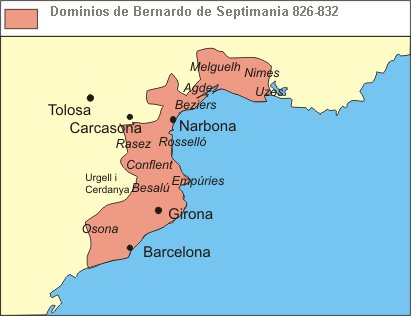
826年〜832年のベルナールの領地

ベルナールが記録に現れるのは、804年12月14日、サン＝ギレム＝ル＝デゼール修道院の設立時の父ギヨームの文書に、4人の息子のうちの1人として記されているのが最初である。
ベルナールはトゥールーズ周辺を相続し、826年頃にバルセロナ伯となったとみられる。ベルナールが最初に注目されたのは、前バルセロナ伯ベラの副官とみられるゴート貴族アイッソ（en）の反乱を鎮圧した時であった。この地の城の駐屯軍はベラに好意的であったため、アイッソの反乱に参加し新伯ベルナールに対抗した。ウゾーナ伯領のロダ・デ・テル城のみが抵抗し、後にアイッソに破壊された。新たに占領した地域から、アイッソはサルダーニャ伯領およびバリェスを攻撃した。若き伯ベルナールは皇帝や在地貴族に支援を求めた。増強されたベルナール軍に反撃するため、アイッソは弟をコルドバのエミールアブド・アッラフマーン2世のもとに送り、加勢を求めた。827年5月、アブド・アッラフマーン2世はウバイドゥッラー・アブー・マルワーン将軍をサラゴサに派遣し、そこをバルセロナ侵攻の拠点とした。ウバイドゥッラーは夏にバルセロナへ達すると街を包囲して周辺を破壊したが、街を占領することはできなかった。
皇帝ルートヴィヒ1世はこの攻撃を知り、次男アキテーヌ王ピピン、トゥール伯ユーグおよびオルレアン伯マトフリードに対ムスリム軍を集めるよう命じたが、なかなか進まなかった。軍が到着したころには、アブー・マルワーンはすでにアイッソらとともに、イスラム領内に撤退していた（827年末）。
この撤退がベルナールの勝利と受け取られ、ベルナールは大いに名声を高めた。破壊されたバルセロナ属領のウゾーナ伯領は破壊によって荒廃し、9世紀半ばまで過疎化した。ユーグとマトフリードによる派兵の遅れが原因とされ、両者はその責任を問われて828年のアーヘンの議会で領地を取り上げられた。その議会において、オルレアンはウードに与えられ、ベルナールの弟ゴーセムにはコンフランおよびラゼースが与えられた。プロヴァンス公レビュルフが春に死去し、その広大な領土であるナルボンヌ、ベジエ、アグド、メルグイユ、ニームおよびおそらくユゼスは、ベルナールに与えられた。インゲルハイムで6月に行われた議会では、コルドバへの報復攻撃が検討され、ティオンヴィルに軍が集められたものの、ムスリムによる攻撃を受けるリスクが低くなったため、軍はベルナールの領土には入らなかった。

### 宮廷内での活動
829年8月、皇帝ルートヴィヒは息子ロタール1世をイタリア王にするためパヴィアに送った。ルートヴィヒは息子の代わりにベルナールを宮廷に召喚し、侍従の位を与え、当時はアルザス、アレマニアおよびラエティア公で後に西フランク王となる王子シャルルの後見を命じた。ベルナール自身の領地の支配は弟ゴーセムに委託し、ゴーセムは辺境伯と名乗った。
宮廷に来て数か月のうちに、ベルナールは多くの敵を作った。実際、ベルナールは翌年のロタールの反乱のきっかけとなった。トリーアのテガン（Thegan）はその著書『皇帝ルートヴィヒの事績』において、ベルナールが皇后ユーディトとの不義の関係で告発されたと記述しつつ、この噂は真実ではなかったとの考えを示している。いずれにしろ、830年4月、この噂がもとで、ブルトン人と戦うためにレンヌに集められた軍において反乱が起こった。ルートヴィヒの3人の息子が反乱軍を支援したため、命の危険を感じたベルナールは宮廷を退き、『サンベルタン年代記』によるとバルセロナに戻ったという。弟エリベールは宮廷にとどまっていたが、追放された。また、ベルナールはオータン伯領を没収された。
830年10月のナイメーヘンの会議において、息子らの反乱の後にルートヴィヒはベルナールの地位を回復した。その後、831年2月にアーヘンで開かれた会議において、ルートヴィヒは帝国を分割し、ゴティアをシャルルに与えたが、これはルートヴィヒの死まで効力をもたなかった。ベルナールはユーディトとシャルルの支持を再び得ようとしたが、ユーディトらは関係を修復しようとはしなかった。831年10月のティオンヴィルの会議において、ベルナールは私的に皇帝と話したが、宮廷において以前のような地位を取り戻すことはできなかった。それにより、ベルナールは以前の忠誠を捨て、皇帝の敵となった。

### 831年〜832年の反乱
831年11月、アキテーヌ王ピピン1世が父王ルートヴィヒに対し反乱を起こした。トゥールーズ伯ベランジェ賢伯がピピンの一連の行動をいさめた一方、ベルナールはピピンの行動を後押しした。832年初め、ルートヴィヒは息子の反乱に対する遠征を開始した。皇帝に忠実なベランジェはベルナールの領地に侵攻し、ルシヨン（およびヴァレスピール）そしておそらくラゼースおよびコンフランを占領した。2月2日には、ベランジェはエルヌに達していた。
最終的には皇帝軍が勝利し、832年10月、ピピンとベルナールは皇帝の前に引き出された。ピピンはアキテーヌ王位を失い、トリーアに送られ捕囚の身となり、すべての所領は異母弟シャルルのものとなった。ベルナールは背信行為を責められ、全ての地位を剥奪され、セプティマニアおよびゴティアにおける全所領を失い、それらは全てベランジェ賢伯に与えられた。弟ゴーセムも所領を失ったとみられるが、しばらくの間は解任を無視して所領であったアンプリアス伯領にとどまった。

### 833年〜834年の反乱
833年、今度はロタールが反乱を起こした。ピピン、ベルナールおよびゴーセムはこの時点ではルートヴィヒに従っていた。ロタール軍が敗北し、834年3月1日に権力が再びルートヴィヒに戻ったのち、ベルナールはルートヴィヒのために兵を失ったことを訴え、所領の回復をルートヴィヒに願い出たが、ベランジェが依然として合法的に領地を支配していた。このため、皇帝はベルナールに対する所領の回復をためらっていたが、835年6月にベルナールとベランジェをリヨン近くのクレミューで行われた会議に招集し、判断を伝えることとした。ところが、ベランジェがこの招集に向かう途中で突然死去したので妨げがなくなり、皇帝はセプティマニアとその伯領、およびトゥールーズをベルナールに与えた。スニエー1世およびアラリックにそれぞれ与えられていたアンプリアスとルシヨン、そしてアスナール・ガリンド1世によりトゥールーズから切り離され奪われていたウルジェイおよびサルダーニャは、ベルナールに返還されなかった。カルカソンヌ伯オリバ1世の弟スニフレ1世がアスナール・ガリンド1世を追い出すためにウルジェイおよびサルダーニャ伯に任ぜられた。
ベルナールは自領に戻ったが、かつてはベラを、次にベランジェを支持した領内のゴート人はまたもベルナールと対立した。838年9月、キイジー＝シュル＝オアーズの会議でベルナールに対する10の告訴がなされた。841年以降、ベルナールは帝国内の争いに参加するためしばしば領地を留守とし、それぞれの副伯に土地の監督をゆだねた。

### シャルル2世の治世

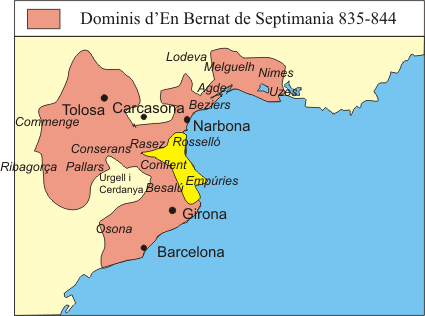
835年～843年のベルナールの領地

ベルナールはフォントノワの戦い（841年6月25日）には参加しなかった。この戦いで西フランク王シャルル2世と東フランク王ルートヴィヒ2世は兄ロタール1世に勝利し、ロタール軍は南に退却した。ベルナールは情勢を見極めるため傍観の立場をとり、勝敗が決したところで使者として息子ギヨームをシャルル2世のもとに送り、シャルルに臣下の礼を捧げて、父ベルナールの約束としてピピン2世を降伏させることを伝えた。ピピン2世は先に反乱を起こしたピピン1世の子であり、アキテーヌ王位を主張していた。実際にはベルナールにはこの約束を守る気はなかったようである。
シャルル2世は842年のアキテーヌ遠征の間に、ベルナールを処罰することを決め、6月にトゥールーズ伯領を没収しアクフレに与えた。しかしベルナールはこの決定を拒否し、ピピン2世と同盟して843年にはアクフレをトゥールーズから追い出した。これに対しシャルル2世はプロヴァンス公ゲランを送ることを決め、ゲランは842年に軍を率いてアキテーヌに向った。その後、ヴァイキングの侵攻やブルトン人の襲撃など、その他の出来事のために、帝国内の争いを終結させる必要が生じ、843年8月、シャルル、ルートヴィヒおよびロタールの3兄弟の間でヴェルダン条約が締結された。セプティマニアおよびゴティアはシャルル2世の支配下にとどまったが、ベルナールが支配していたユゼス伯領はロタールのものとなった。さらに、長らくベルナールのものとなっており、続いて息子らが所有権を主張していたオータン伯領は、プロヴァンス公ゲランに与えられることとなった。
844年、ピピン2世の降伏とトゥールーズの征服をもくろむシャルル2世が再度アキテーヌにやってきた。844年のトゥールーズの戦いにおいて、トゥールーズ侵攻の際にシャルル軍によって、もしくはユゼスでゲランによって、ベルナールは捕われの身となった。844年5月、ベルナールはシャルルの前に連れてこられ、シャルルの命により処刑された。
6月14日、ピピン2世およびベルナールの息子ギヨームはアングーモワでシャルルに大打撃を与えた。ベルナールの所領は、それまでアラゴンでアスナール・ガリンド1世を降伏させる任務についていたスニフレに与えられた。

## 子女
824年6月29日にアーヘンでドゥオダ（ガスコーニュ公サンチョ1世の娘とも考えられている）と結婚し、二男をもうけた。ドゥオダは長男ギヨームに向けて『手引き書－わが子に与う－』を記した。
- ギヨーム（826年 - 849/50年） - トゥールーズ伯、バルセロナ伯。スペイン辺境伯領を横領しようとしたかどで斬首された[11]。
- ベルナール2世（841年 - 886年） - オーヴェルニュ伯、オータン伯、セプティマニア辺境伯